# Tây Tạng (khu tự trị)
Khu tự trị Tây Tạng (tiếng Tạng: བོད་རང་སྐྱོང་ལྗོངས་; Wylie: Bod-rang-skyong-ljongs, phiên âm: [pʰøː˩˧˨ ʐaŋ˩˧.coŋ˥˩ t͡ɕoŋ˩˧˨]; tiếng Trung giản thể: 西藏自治区; tiếng Trung phồn thể: 西藏自治區; bính âm: Xīzàng Zìzhìqū) là một đơn vị hành chính cấp tỉnh của Trung Quốc. Năm 2018, Tây Tạng là đơn vị hành chính đông thứ ba mươi hai về số dân, xếp hạng cuối về kinh tế Trung Quốc với 3 triệu dân, tương đương với Bosna và Hercegovina và GDP danh nghĩa đạt 147,9 tỉ NDT (22,3 tỉ USD) tương ứng với Trinidad và Tobago. Tây Tạng có chỉ số GDP đầu người đứng thứ hai mươi sáu, đạt 43.397 NDT (tương ứng 6.558 USD).
Khu tự trị Tây Tạng bao trùm phân nửa Tây Tạng. Khác với các khu tự trị khác ở Trung Quốc nơi mà sắc tộc đa số vẫn là người Hán, ở Khu tự trị Tây Tạng sắc tộc đa số là người Tạng.

## Lịch sử
Nhà Thanh chính thức sáp nhập Tây Tạng vào năm 1751. Sau khi nhà Thanh sụp đổ, từ 1912 đến 1950, vùng Tây Tạng hiện nay (bao gồm Ü-Tsang và miền tây Kham) tách ra cát cứ, do chính phủ Tây Tạng mà đứng đầu là Đạt-lại Lạt-ma quản lý. Các nơi khác của khu vực dân tộc - ngôn ngữ Tây Tạng (phía đông Kham và Amdo) không nằm dưới quyền kiểm soát của chính quyền Tây Tạng từ giữa thế kỷ XIX.; và ngày nay được phân thuộc các tỉnh Thanh Hải, Cam Túc, Tứ Xuyên và Vân Nam.
Năm 1950, Quân Giải phóng Nhân dân Trung Quốc tuyên bố sẽ khôi phục chủ quyền của Trung Quốc tại Tây Tạng. Họ tiến vào khu vực Chamdo của Tây Tạng và gặp phải sự kháng cự rất nhỏ. Năm 1951, đại diện Tây Tạng dưới sức ép của quân đội Trung Quốc đã ký một Hiệp ước 17 điểm, theo đó xác nhận chủ quyền của Trung Quốc tại Tây Tạng. Hiệp ước được phê chuẩn tại Lhasa ít tháng sau đó.
Mặc dù hiệp ước 17 điểm đảm bảo duy trì một chính quyền tự trị do Đạt Lai Lạt Ma đứng đầu, một "Ủy ban Soạn thảo về Khu tự trị Tây Tạng" được tạo ra năm 1955 để xúc tiến thành lập một hệ thống song song về hành chính theo đường lối cộng sản dưới mô hình Xô viết: tục lệ ngầm được quy định rằng Chủ tịch Khu tự trị Tây Tạng là một người thuộc dân tộc Tạng còn bí thư Đảng ủy sẽ là người thuộc các dân tộc khác, thường là người Hán. Trong đó, đáng chú ý là Hồ Cẩm Đào, ông đã giữ chức vụ bí thư trong thập niên 1980. Đạt Lai Lạt Ma lưu vong sang Ấn Độ năm 1959 và từ bỏ hiệp ước 17 điểm. Khu tự trị Tây Tạng được thành lập năm 1965, và từ đó Tây Tạng trở thành một đơn vị hành chính ngang với cấp tỉnh tại Trung Quốc.

## Địa lý
Khu tự trị Tây Tạng nằm trên cao nguyên Tây Tạng, khu vực cao nguyên cao nhất trên trái đất. Tại miền bắc Tây Tạng độ cao trung bình lên tới 4572 m (15000 ft). Đỉnh Everest nằm trên biên giới giữa Tây Tạng và Nepal.
Các khu vực Tân Cương, Thanh Hải và Tứ Xuyên nằm ở phía bắc và đông của khu tự trị. Trung Quốc có tranh chấp biên giới với Ấn Độ ở phía nam bao gồm Đường McMahon tại Nam Tây Tạng, Aksai Chin ở phía tây (các bang Ấn Độ tiếp giáp gồm Arunachal Pradesh, Sikkim, Uttarakhand, Himachal Pradesh và lãnh thổ liên bang Jammu và Kashmir). Các nước khác ở phía nam là Myanmar (giáp bang Kachin), Bhutan (các vùng Bhutan tiếp giáp gồm Gasa, Bumthang, Luentse và Trashiyangse và Nepal (các tỉnh Nepal tiếp giáp gồm các tỉnh Sudurpashchim, Karnali, Gandaki, Bagmati, tỉnh số 1). Khu tự trị Tây Tạng cũng có ranh giới đông nam với tỉnh Vân Nam trên một đoạn ngắn.
Về mặt tự nhiên, Khu tự trị Tây Tạng có thể được chia thành hai phần, "khu vực hồ" ở phía tây và tây bắc và "khu vực sông", trải rộng trên ba mặt đông, nam và tây. Cả hai khu vực đều nhận được lượng mưa khiêm tốn do bị dãy Himalaya chắn ở phía nam, tuy nhiên tên các khu vực tỏ ra tương phản với điều này và cũng phản ánh các khác biệt văn hóa vì khu vực hồ là nơi sinh sống của người du cư còn khu vực sông là nơi những người làm nghề nông định cư. Ranh giới phía nam là dãy núi Himalaya, phần phía bắc của nó là một hệ thống núi rộng lớn và không có các hẻm núi quá sâu để có thể tạo ra các ngọn núi riêng biệt. Các hệ thống núi tại Khu tự trị Tây Tạng là khởi nguồn của ba dòng sông lớn đổ ra Ấn Độ Dương là sông Ấn, sông Brahmaputra và sông Salween cùng các phụ lưu của chúng, ngoài ra còn có các dòng suối đổ vào các hồ muối kín ở phía bắc.
Khu vực hồ trải dài từ Hồ Pasong Tso tại Ladakh, Hồ Rakshatal, Hồ Yamdrok và Hồ Manasarovar gần khởi nguồn sông Ấn, tới nguồn của các sông Mê Kông, Salween và Trường Giang. Các hồ khác bao gồm Dagze Co, Nam Co và Pagsum Co. Khu vực hồ là một sa mạc khô cằn và lộng gió và cũng không có dòng sông nào tại đây, vùng này được gọi là Chang Tang (Byang sang) hay 'Cao nguyên phương bắc' bởi những người dân tại Tây Tạng. Khu vực này kéo dài khoảng 1100 km (700 mi) và có diện tích tương đương với nước Pháp. Các dãy núi chia tách các thung lũng có độ cao tương đối thấp, vùng đồng quê được tô điểm với nhiều hồ lớn nhỏ, thường là hồ muối hay kiềm. Có những vùng đất đóng băng không cố định tại Chang Tang, đất trở nên lầy lội và được bao phủ bởi cỏ, giống như các lãnh nguyên Siberi.
Khu vực sông bao gồm các thung lũng núi phì nhiêu và gồm cả sông Yarlung Tsangpo (thượng nguồn sông Brahmaputra) và các phụ lưu chính của sông này, sông Nyang, sông Salween, Trường Giang, Mê Kông và Hoàng Hà. Hẻm núi Yarlung Tsangpo tạo thành một chiếc móng ngựa trên sông gần Nam cha Barwa là hẻm núi sâu nhất và có thể là dài nhất trên thế giới. Giữa các dãy núi có nhiều các thung lũng hẹp. Các thung lũng Lhasa, Shigate, Gyantse và Brahmaputra không bị đóng băng, và có chất đất tốt cũng như thuận lợ về tưới tiêu nên đã trở thành những vùng trồng trọt.
Thung lũng Nam Tây Tạng được tọa thành bởi sông Yarlung Zangbo ở đoạn sông này chảy từ tây sang đông, Thung lũng dài xấp xỉ 1200 km và rộng 300 km. Thung lũng có độ cao thấp nhất chỉ là 2800 mét so với mực nước biển. Các ngon núi ở hai bên thung lũng thường cao trên 5000 mét. Khu vực này cũng có một số hồ như Paiku và Puma Yumco.

## Nhân khẩu
Khu tự trị Tây Tạng là đơn vị hành chính cấp tỉnh có mật độ dân số thấp nhất tại Trung Quốc, chủ yếu do địa hình núi cao và hiểm trở. Năm 2000, 92,8% cư dân khu tự trị là người Tạng, dân tộc này chủ yếu theo Phật giáo Tây Tạng và Bön. Người Hán chiếm 6,1% dân số. Tuy nhiên khu tự trị đã đón nhận rất nhiều người Hán nhập cư trong các thập niên gần đây, đặc biệt là từ năm 2006 khi hoàn thành tuyến đường sắt Thanh-Tạng giúp kết nối khu tự trị với phần còn lại của Trung Quốc.
Các dân tộc Hồi giáo như người Hồi và người Tát Lạp đã có một lịch sử cư trú lâu dài tại Khu tự trị Tây Tạng. Nhóm khác là người Tạng Hồi giáo, là những người Tạng nhưng có đức tin Hồi giáo và họ được chính quyền Trung Quốc phân loại là dân tộc Tạng.
Các nhóm bộ tộc nhỏ hơn là Monpa và Lhoba, họ tin theo cả Phật giáo Tạng và các thần linh truyền thống. Hai dân tộc này chủ yếu sinh sống tại khu vực phía nam của khu tự trị.

## Du lịch
Việc du lịch đến Tây Tạng được cho phép lần đầu tiên vào thập niên 1980. Địa điểm du lịch chính là Cung Potala tại Lhasa, ngoài ra còn có nhiều địa điểm du lịch khác như chùa Đại Chiêu, Hồ Namtso và tu viện Tashilhumpo. Một số khu vực vẫn bị hạn chế du lịch.

## Sân bay
Sân bay chính của Tây Tạng là Sân bay Lhasa Gonggar, Sân bay Qamdo Bangda và Sân bay Nuingchi. Sân bay Gunsa tại Ngari được đưa vào hoạt động từ ngày 1 tháng 7 năm 2010 và trở thành sân bay nội địa thứ tư của khu tự trị.

## Hành chính

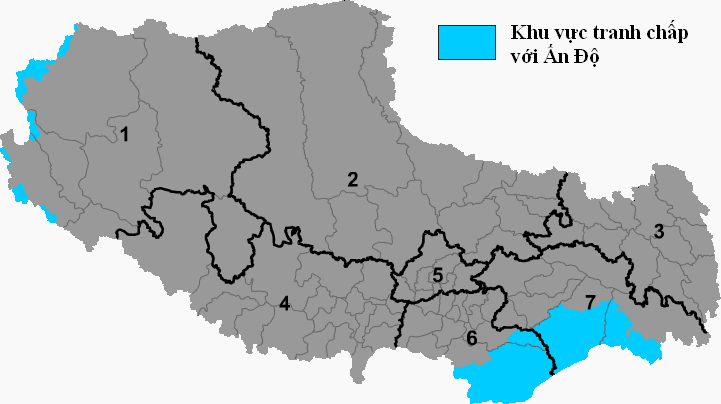
Bản đồ hành chính Khu tự trị Tây Tạng

Khu tự trị Tây Tạng có 7 đơn vị hành chính cấp địa khu trong đó có Lhasa là một địa cấp thị. Bảy đơn vị cấp địa khu lại được chia thành 73 đơn vị hành chính cấp châu, huyện trong đó có 1 huyện cấp thị.
| STT             | Tên                       | Thủ phủ           | Tạng tự chuyển tự Wylie Bính âm Tạng ngữ        | Chữ Hán Bính âm Hán ngữ | Dân số (2010) | Diện tích (km²)              | Mật độ (km²/người) |
| --------------- | ------------------------- | ----------------- | ----------------------------------------------- | ----------------------- | ------------- | ---------------------------- | ------------------ |
| — Địa cấp thị — |                           |                   |                                                 |                         |               |                              |                    |
| 5               | Lhasa (Lạp Tát)           | Thành Quan        | ལྷ་ས་གྲོང་ཁྱེར། lha-sa grong-khyer Lhasa Chongkyir   | 拉萨市 Lāsà Shì         | 559.423       | 29,274                       | 19.11              |
| — Địa khu —     |                           |                   |                                                 |                         |               |                              |                    |
| 1               | Ngari (A Lý)              | Gar (Cát Nhĩ)     | མངའ་རིས་ས་ཁུལ། mnga'-ris sa-khul Ngari Sakü       | 阿里地区 Ālǐ Dìqū       | 95.465        | 304,683                      | 0,31               |
| 2               | Nagqu (Na Khúc)           | Nagqu             | ནག་ཆུ་ས་ཁུལ། nag-chu sa-khul Nagqu Sakü           | 那曲地区 Nàqū Dìqū      | 462.382       | 450.537                      | 1,03               |
| 3               | Qamdo (Xương Đô)          | Qamdo             | ཆབ་མདོ་ས་ཁུལ། chab-mdo sa-khul Qamdo Sakü         | 昌都地区 Chāngdū Dìqū   | 657,505       | 110,154                      | 0.24               |
| 4               | Shigatse (Nhật Khách Tắc) | Shigatse          | གཞིས་ཀ་རྩེ་ས་ཁུལ། gzhis-ka-rtse sa-khul Xigazê Sakü | 日喀则地区 Rìkāzé Dìqū  | 703.292       | ~182.000                     | 3.86               |
| 6               | Lhoka/Sơn Nam             | Nêdong (Nãi Đông) | ལྷོ་ཁ་ས་ཁུལ། lho-kha sa-khul Lhoka Sakü            | 山南地区 Shānnán Dìqū   | 328.990       | 79,700 TQ kiểm soát ~51.000  | 4,13               |
| 7               | Nyingchi (Lâm Tri)        | Nyingchi          | ཉིང་ཁྲི་ས་ཁུལ། nying-khri sa-khul Nyingchi Sakü     | 林芝地区 Línzhī Dìqū    | 195.109       | 116.175 TQ kiểm soát ~76.000 | 1.68               |